# Nimr al-Nimr
Nimr Bakr al-Nimr (arapski:نمر باقر النمر) Nimr Bāqr an-Nimr; al-Awamiyah, 21. lipnja 1959. – 2. siječnja 2016., najčešće navođen kao šeik Nimr, bio je šijitski šeik i ajatolah
Nimr al-Nimr bio je šeik i ajatolah u gradu al-Awamiyah u Istočnoj pokrajini Saudijske Arabije, poznat kao jedan od najistaknutijih vođa šijitske zajednice u zemlji, ali i po političkom aktivizmu i borbi za uvođenje demokracije, koja je posebno došla do izražaja u vrijeme Arapskoga proljeća kada je vodio demonstracije protiv režima. 
Godine 2012. je uhićen, dvije godine kasnije osuđen na smrt i 2016. pogubljen dekapitacijom. Njegova smrt je izazvala službene osude vlasti u Iranu i Iraku te do pogoršanja diplomatskih odnosa sa Saudijskom Arabijom.